# Leslie Fiedler
Leslie Aaron Fiedler (8 de marzo de 1917 - 29 de enero de 2003) fue un crítico literario estadounidense, conocido por su interés en la mitografía y su defensa de la ficción de género. Su obra incorpora la aplicación de teorías psicológicas a la literatura estadounidense. Considerado una de las figuras más influyentes del pensamiento cultural estadounidense del siglo XX, Fiedler es autor de más de 40 obras, algunas de las cuales se han utilizado en muchos cursos en universidades estadounidenses. 
Su libro más conocido es Love and Death in the American Novel (Amor y muerte en la novela americana, 1960). También publicó ensayos sobre otros asuntos culturales, como la ciudad, la fascinación ante lo raro, la situación política estadounidense o el impacto de la bioética. 

## Primeros años de vida
Fiedler nació en Newark, Nueva Jersey, de padres judíos Lillian y Jacob Fiedler. "Eliezar Aaron" era su nombre hebreo original. En sus primeros años, desarrolló una fuerte conexión con sus abuelos. Asistió a South Side High School antes de especializarse en inglés en la Universidad de Nueva York. Posteriormente, asistió a la Universidad de Wisconsin, donde obtuvo su maestría en 1939 y su doctorado en 1941. Entre 1942 y 1946 se desempeñó como intérprete de japonés y criptólogo militar en la Reserva Naval de Estados Unidos.

## Carrera
Después de la Segunda Guerra Mundial, Fiedler continuó investigando en la Universidad de Harvard. Enseñó en muchas universidades tanto en el extranjero como en los Estados Unidos. Fue profesor en la Universidad de Montana de 1941 a 1965. En 1964, comenzó a enseñar en la Universidad de Buffalo, donde permaneció hasta su jubilación. La Fundación Rockefeler le ofreció una beca postdoctoral en Harvard.
Un artículo retrospectivo sobre Leslie Fiedler en el New York Times Book Review de 1965 se refirió a Love and Death in the American Novel como "uno de los grandes y esenciales libros sobre la imaginación estadounidense... una obra importante aceptada". Este trabajo analiza en profundidad tanto la literatura como los personajes estadounidenses desde la época de la Revolución Americana hasta el presente. De ahí surge el juicio alguna vez escandaloso (ahora cada vez más aceptado) de Fiedler de que la literatura estadounidense es incapaz de abordar la sexualidad adulta y está patológicamente obsesionada con la muerte.
Además de ensayos y crítica, Fiedler también fue novelista y cuentista.

### Últimos años
En la década de 1990, la producción de Fiedler disminuyó y el material nuevo era esporádico, pero recibió muchos honores en este período. En 1994, Fiedler recibió la Medalla Hubbell por su contribución al estudio de la literatura.
En abril de 1995, se llevó a cabo un congreso en su honor llamado "Fiedlerfest" en el Centro de las Artes de la Universidad Estatal de Nueva York en Buffalo. Varios escritores famosos como Camille Paglia, Allen Ginsberg e Ishmael Reed le rindieron homenaje a él y a sus obras. 
En 1998, Fiedler recibió el premio Ivan Sandrof Lifetime Achievement Award del Círculo Nacional de Críticos de Libros. El 29 de enero de 2003, un mes antes de cumplir 86 años, murió en su casa de Buffalo.

## Vida personal
Fiedler estuvo casado con Margaret Ann Shipley desde 1939 hasta su divorcio en 1972. En 1973 se casó con Sally Andersen; permanecieron casados hasta su muerte. Fiedler tuvo seis hijos y dos hijastros.

## Premios
- Dos becas Fulbright (1951, 1962)
- Una beca Guggenheim (1970)
- Medalla Hubbell por su contribución de por vida al estudio de la literatura (1994)
- Fiedlerfest, una serie de conferencias en su honor en SUNY, Buffalo. (1995)
- El Premio Ivan Sandrof (1997) a la trayectoria del Círculo Nacional de Críticos de Libros.[4]

## Obras
- El fin de la inocencia: ensayos sobre cultura y política (1955)
- Whitman (1959) (editor)
- El judío en la novela americana (1959)
- ¡No! En Thunder: ensayos sobre mitos y literatura (1960)
- Amor y muerte en la novela americana (1960)
- Una guía literaria para la seducción (1963)
- El debate continuo: ensayos sobre educación para estudiantes de primer año (1964)
- Esperando el final: la escena literaria estadounidense de Hemingway a Baldwin (1964)
- Oh, un mundo feliz: literatura estadounidense de 1600 a 1840 (1968), editor
- El arte del ensayo (1969) editor
- Cruzar la frontera: cerrar la brecha (1972)
- Ensayos de asuntos pendientes (1972)
- Ensayos recopilados de Leslie Fiedler (1972)
- El extraño en Shakespeare (1972)
- Más allá del espejo: obras extraordinarias de cuentos de hadas y fantasía (1973), editor
- Dreams Awake: A Historical-Critical Anthology of Science Fiction (1975, editor) antología "histórico-crítica"
- Un lector de Fiedler (1977)
- Freaks: mitos e imágenes del yo secreto (1978)
- Literatura inglesa: abriendo el canon (1981)
- ¿Qué era la literatura? Cultura de clases y sociedad de masas (1982)
- Buffalo Bill y el salvaje oeste (1982)
- Fiedler on the Roof: ensayos sobre literatura e identidad judía (1990)
- La tiranía de lo normal: ensayos sobre bioética, teología y mitos (1996)
- Un nuevo lector de Fiedler (1999)